# ديشمبية دنثونية
ديشمبية دنثونية (الاسم العلمي: Deschampsia danthonioides) هي نوع من النباتات تتبع جنس الديشمبية من الفصيلة النجيلية.